# Brasseries Heineken en France
Le groupe Heineken possède trois brasseries en France. Celles-ci sont situées à Mons-en-Barœul, dans le département du Nord, à Schiltigheim dans le Bas-Rhin et à Marseille, dans le département des Bouches-du-Rhône.
Heineken possédait également les brasseries Adelshoffen et Fischer, toutes deux situées à Schiltigheim, ainsi que la brasserie Mutzig et la brasserie de Saint-Omer.

## Brasserie du Pélican à Mons-en-Barœul
La brasserie du Pélican ou brasserie Pelforth est située à Mons-en-Barœul en région Nord-Pas-de-Calais. Fondée en 1921, elle intègre le groupe Heineken en 1986. C'est actuellement la plus grande des trois brasseries du groupe en France en superficie comme en capacité de production (3,5Mhl). Elle produit de nombreuses grandes marques, notamment sa marque historique, Pelforth.

## Brasserie de l'Espérance à Schiltigheim
La brasserie de l’Espérance est située à Schiltigheim en Alsace. Fondée en 1746 à Strasbourg, elle intègre le groupe Heineken en 1972. Elle produit les marques d’origine alsacienne Desperados, Fischer et Adelscott depuis la fermeture de la brasserie Fischer ainsi que sa marque historique Ancre.
La brasserie abrite également diverses fonctions de recherche et développement : la direction générale technique du groupe, la direction qualité et technologie ainsi que le pôle innovation et développement d’Heineken en France.
Elle brasse la meilleure bière Heineken au monde.
Le 15 novembre 2022, Heineken annonce la fermeture de la brasserie dans les trois ans. Heineken aura ainsi fermé toutes les brasseries alsaciennes qu’il a racheté.

## Brasserie de la Valentine à Marseille
La brasserie de la Valentine est située à Marseille en région Provence-Alpes-Côte d'Azur. Fondée en 1821, elle intègre le groupe Heineken en 1988. Elle alimente la majeure partie du sud de la France et brasse des marques internationales comme Heineken, Amstel ou 33 Export.

## Anciennes brasseries du groupe

### Brasserie Mutzig
Fondée à Mutzig en Alsace en 1810 et gérée par la famille Wagner pendant cinq générations, elle rejoint l'Alsacienne de Brasserie (Albra) en 1969 et entre dans le groupe Heineken en 1972 lorsque celui-ci acquiert l'Albra. Elle est définitivement fermée en 1989.

### Brasserie Adelshoffen
Fondée en 1864 à l'emplacement de l'ancien village d'Adelshoffen, à Schiltigheim, en Alsace, elle est rachetée par la brasserie Fischer en 1922 et intègre le groupe Heineken en 1996 lorsque celui-ci acquiert la brasserie Fischer. Sa bière phare était l'Adelscott. Elle est définitivement fermée en 2000.

### Brasserie Fischer
Fondée à Strasbourg en 1821, elle s'installe à Schiltigheim en 1854. Elle est rachetée par le groupe Heineken en 1996. En plus de sa marque traditionnelle, Fischer, elle brassait la Desperados dont elle était l'inventeur. Elle est définitivement fermée en 2009.

### Brasserie de Saint-Omer
Fondée en 1866, elle intègre le groupe Heineken en 1996. Heineken revend la brasserie à André Pecqueur en 2008.

## Développement Durable
En 1992, la brasserie de l’Espérance est la toute première d’Europe à recevoir la certification ISO 9002 pour la qualité de ses produits.
En 1993, la brasserie de la Valentine est la seconde en Europe à voir la qualité de ses produits récompensée par la certification ISO 9002.
Sous l’impulsion du groupe Heineken, la brasserie du Pélican sera certifiée ISO 9002 en 1994 et ISO 14001 en 2002.
En 2000, la brasserie de l’Espérance reçoit la certification ISO 14001 pour son respect de l’environnement. C’est la première brasserie du groupe Heineken en France à recevoir cette certification.
En 2007, la brasserie de la Valentine reçoit le trophée des technologies économes et propres de l’ADEME, récompensant son système PFADUKO, qui permet de réduire de 15 % la consommation de gaz par litre de bière brassé.
En 2011, la brasserie de la Valentine a reçu le « TPM Bronze Award » d’Heineken International, qui récompense la démarche d’éradication des pertes engagée par la brasserie.
La brasserie de l’Espérance a été équipée d’un nouveau système baptisé « EnergyControls » permettant de récupérer l’énergie contenue dans ses propres effluents chauds, pour réutiliser cette énergie dans le procédé industriel de fabrication tout en réduisant la température des effluents émanant de l’installation.
La Brasserie du Pélican a été équipée d’une nouvelle chaudière pouvant utiliser jusqu’à 15 % de biogaz (gaz issu de la méthanisation des déchets organiques).